# La Paz (Abra)
La Paz é um município de  quinta classe de renda municipal (d) na província Abra, nas Filipinas. De acordo com o censo de 1 de maio  de  2020 possui uma população de 16 493 pessoas e 4 147 domicílios.